# Christiansfeld
Christiansfeld es una población de 2855 habitantes (1 de enero de 2014), perteneciente al municipio de Kolding, en Dinamarca. Se encuentra al sur de la península de Jutlandia, en la Dinamarca Meridional. La ciudad fue fundada en 1773 por la Iglesia Morava y lleva el nombre del rey de Dinamarca Cristian VII. La población está inscrita en la lista del Patrimonio de la Humanidad de la Unesco desde 2015.

## Historia
La mayor parte de la población de Christiansfeld se construyó entre los años 1773-1800, siguiendo un estricto  plan urbano. Para alentar la construcción, el rey Cristian VII concedió una exención de impuestos durante diez años para la ciudad y el pago del 10% de los costes de construcción de las nuevas casas. Era una de muchas ciudades del ducado de Schleswig designada oficialmente flække (pequeña ciudad de mercado).